# 부퍼탈

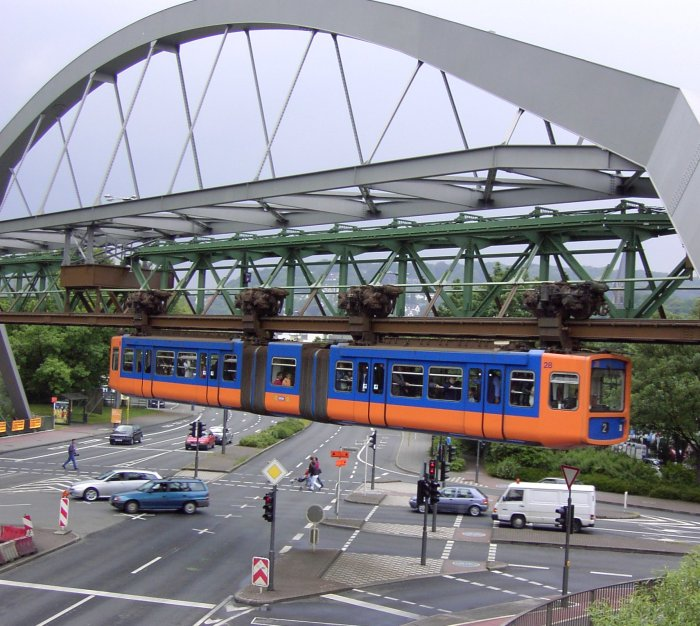
부퍼탈의 모노레일(슈베베반)

부퍼탈(독일어: Wuppertal)은 독일 서부 노르트라인베스트팔렌주에 있는 도시이다. 인구 361,333(2005).
라인강의 지류인 부퍼 강 연안에 위치한다. 바르멘, 엘버펠트, 보빙켈, 론스도르프, 크로넨베르크, 랑거펠트, 바이엔부르크 등 부퍼 강 연안을 따라 형성된 작은 도시와 마을들이 1929년 통합되어 바르멘엘버펠트(Barmen-Elberfeld)이라는 시로 승격되었으며, 명칭은 그 다음 해 부퍼 계곡이라는 뜻의 부퍼탈로 변경되었다. 바르멘과 엘버펠트는 11세기 ~ 12세기부터 역사가 시작되며, 중세 시대에 섬유 산업의 중심지로 발달하였다.
1901년 이 일대에 슈베베반(독일어: Schwebebahn)으로 불리는 독특한 형식의 모노레일이 운행을 시작하여 도시 교통의 획기적인 발전을 이루어 냈으며, 이로 인하여 일대의 작은 도시들의 통합이 촉진되어 부퍼탈이라는 한 도시가 탄생할 수 있게 되었다. 궤도가 차량 위로 나 있는 이 모노레일은 현재까지도 운행하고 있어 부퍼탈의 명물이 되어 있다.
제2차 세계대전 때 크게 파괴되었으나 후에 복구되어 일대의 중요한 산업 중심지이며, 특히 화학과 기계 공업이 유명하다. 아스피린으로 유명한 제약·화학회사인 바이엘을 설립한 프리드리히 바이어는 이 곳 출신이며, 1899년 아스피린도 엘버펠트에서 개발되었다.

## 인구
| 연도    | 인구    | ±%     |
| ------- | ------- | ------ |
| 1929    | 414,951 | —      |
| 1933    | 408,602 | −1.5%  |
| 1939    | 401,672 | −1.7%  |
| 1946    | 325,846 | −18.9% |
| 1950    | 363,224 | +11.5% |
| 1956    | 406,225 | +11.8% |
| 1961    | 420,711 | +3.6%  |
| 1970    | 418,454 | −0.5%  |
| 1987    | 365,662 | −12.6% |
| 2011    | 342,661 | −6.3%  |
| 2018    | 354,382 | +3.4%  |
| source: |         |        |